# Virginele vestale
Virginele vestale (în latină Virgo Vestalis, cu numele original oficial Sacerdos Vestalis - preotesele vestale) era denumirea preoteselor romane care slujeau zeița romană Vesta, simbolul vatrei sau a căminului de casă.

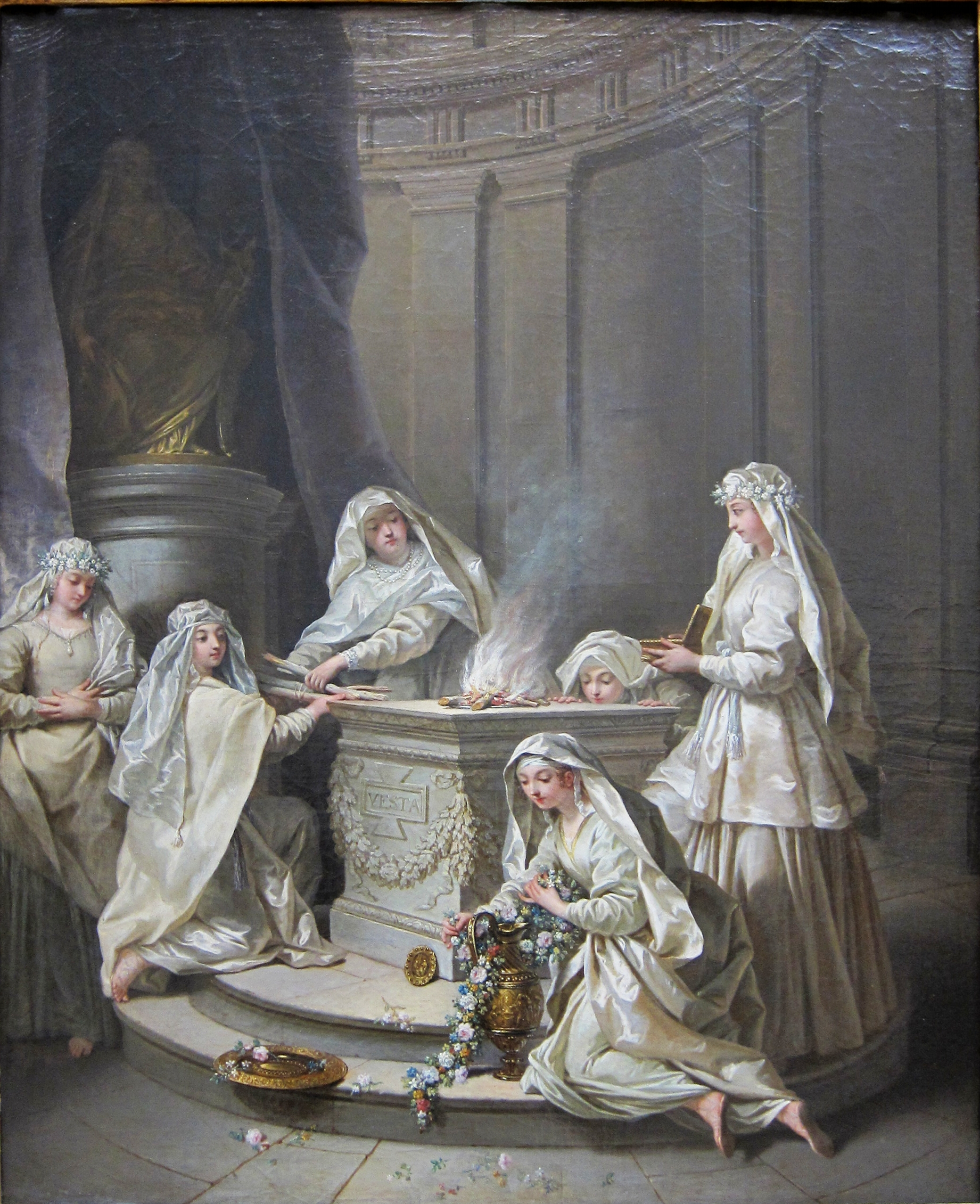
Tabloul „Vierges antiques“ din 1727 de Jean Raoux („Palais des Beaux-Arts de Lille“)

## Descriere
Ordinul vestalelor era constituit din 6, ulterior în antichitatea târzie din 7 preotese, care slujeau de la vârsta de 6-7 ani, timp de cel puțin 30 de ani. Ele aveau obligația de a păzi și întreține focul în „Templul Vestei”, care nu avea voie să se stingă, să aducă apă de la izvorul sfânt al nimfei Egeria, pentru a curăța templul. De asemenea, ele pregăteau „mola salsa”, un amestec de apă sărată cu tărâțe și să obțină  „suffimen”, cenușa rezultată de la arderea vițeilor nenăscuți, care servea la tratarea vacilor.
Vestalele erau subordonate din punct de vedere cultural și disciplinar Colegium-ului condus de Pontifex Maximus și se bucurau de un statut juridic preferențial în Imperiul Roman, având mai multe drepturi juridice decât femeile obișnuite. 
În perioada în care slujeau în templu, era pretinsă vestalelor castitatea absolută. O vestală dezvirginată, constituia un delict grav și însemna o nenorocire mare pentru societatea romană. O vestală care nu respecta această regulă era înlăturată ca preoteasă fiind îngropată de vie, în propriul sat, deoarece ele nu aveau dreptul de a părăsi satul. Bărbatul care păcătuia cu o vestala era pedepsit și el prin biciuire.